# Torsten Gläser
Torsten Gläser (* 11. Mai 1969) ist ein ehemaliger deutscher Fußballspieler, der 1990 für die BSG Stahl Brandenburg in der DDR-Oberliga spielte.

## Sportliche Laufbahn
Gläser absolvierte seine ersten Spiele im Männerbereich bei der in der drittklassigen Bezirksliga Karl-Marx-Stadt vertretenen 2. Mannschaft des FC Karl-Marx-Stadt, nachdem er bis 1987 für den FCK in der DDR-Juniorenoberliga gespielt hatte. Zu Beginn der Saison 1988/89 wechselte Gläser in die zweitklassige DDR-Liga, wo er sich der Betriebssportgemeinschaft (BSG) Motor „Fritz Heckert“ Karl-Marx-Stadt anschloss.
Als Anfang 1990 der DDR-Oberligist BSG Stahl Brandenburg den zum FSV Salmrohr abgewanderten Innenverteidiger Jens Pahlke ersetzen musste, veranlasste er den Wechsel von Gläser nach Brandenburg. Nach drei Versuchen mit Gläser in der Innenverteidigung zwischen dem 15. und 18. Spieltag stellte Trainer Eckhard Düwiger die Abwehrreihe völlig um, und Gläser wurde in den folgenden Punktspielen nicht mehr eingesetzt. Lediglich am 24. Spieltag kam er noch einmal zu einem Kurzeinsatz.
Nach Ende der Saison 1989/90 kehrte Gläser zu seiner vorherigen Mannschaft zurück, die inzwischen unter dem Namen Chemnitzer SV 51 in der NOFV-Liga (ehemals DDR-Liga) antrat. Nach der Reorganisation des DFB-Ligensystems infolge der deutschen Wiedervereinigung spielte der Chemnitzer SV ab 1991/92 in der drittklassigen Oberliga Nordost. In den höherklassigen Fußball kehrte Gläser nicht mehr zurück.